# Michele Navarra
Michele Navarra (Corleone, 5 de enero de 1905-2 de agosto de 1958) fue un médico y delincuente italiano.

## Biografía

### Primeros años
Era primogénito de ocho hijos de una familia perteneciente a la clase media; el padre, Giuseppe, pequeño terrateniente y miembro del Círculo de los nobles del país, fue topógrafo y profesor en la escuela agrícola local. Giuseppe Navarra también había trabajado con el «Prefecto de hierro» Cesare Mori para la represión de la mafia durante el fascismo, pero este hecho no se conocía en ese momento. A pesar de su carácter rebelde y propenso al engreimiento, Michele Navarra completó los estudios de medicina y cirugía en la Universidad de Palermo en 1929. Más tarde se trasladó a Trieste para completar el servicio militar como médico auxiliar. En 1942 dejó el ejército con el rango de capitán y volvió a Corleone para ejercer su profesión.

### Padrino de Corleone
Mientras trabajaba como médico en Corleone, Michele Navarra se convirtió en el líder indiscutible de la familia de la mafia local; comenzó a aparecer regularmente en público en compañía de algunos agricultores jóvenes que habían sido reclutados, como Luciano Leggio (más conocido como «Luciano Liggio» y llamado «Lucianeddu»), Calogero Bagarella, Bernardo Provenzano y Salvatore Riina. Navarra y su hermano formaron una empresa de autobuses para la recogida de vehículos militares abandonados del Allied Military Government of Occupied Territories, el gobierno aliado militar. Esta empresa fue adquirida en 1947 por la Región de Sicilia y absorbida por la Empresa Siciliana de los Transportes. Navarra en ese momento también controlaba el sector político y económico a través de los votos. En un principio se unió al movimiento separatista, y luego al Partido Liberal.

### Homicidio de Placido Rizzotto
El 10 de marzo de 1948 desapareció Placido Rizzotto, secretario de la Cámara del Trabajo de Corleone. Rizzotto cayó en una trampa de Pasquale Criscione, miembro de la unión, que era parte del clan de Navarra. Cuando se desató una pelea en la plaza central de Corleone entre los líderes sindicales y los hombres de Navarra, Placido Rizzotto se había atrevido a levantar y colgar a Luciano Leggio de la barandilla de los jardines municipales. El homicidio de Placido Rizzotto es uno de los casos más absurdos de la historia de Cosa nostra; esto porque Michele Navarra, para encubrir el asesinato del sindicalista, tuvo que ordenar también el asesinato de un niño que había descubierto a los mafiosos mientras estaban ocultando el cadáver de Placido Rizzotto en la Rocca Busambra.

### Divergencias con Luciano Leggio
Luciano Leggio había formado otra empresa de transporte y se había unido a la vieja sociedad de cría de Piano della Scala. Planeaba también tomar parte en la construcción de la presa que habría tenido más de cien mil hectáreas de tierras de regadío. Era un gran proyecto que vio protagonista al Príncipe de Giardinelli. Este último fue el representante del Partido liberal italiano en las elecciones de 1958. A pesar de Leggio y sus hombres, en desacuerdo con Michele Navarra, los democratacristianos ganaron esta elección gracias a Michele Navarra. Al «padrino» de Corleone no le gustó el comportamiento de su vigilante. Navarra era contrario a la construcción de la presa, porque con esta habría perdido el control de los pozos. Más allá de esto, hubo otra razón para romper con Leggio: Angelo Vintaloro había comprado la tierra después de solicitar el permiso del «padrino», al igual que en aquellos días. A pesar de que recibió la protección de Navarra, una noche en mayo, Leggio y sus compañeros destrozaron los barriles en la bodega de Vintaloro y así su vino se perdió. Cuando el grano estuvo maduro en junio ningún agricultor quiso recoger la cosecha, así que Leggio y sus compañeros una noche robaron todo el trigo recolectado y lo cargaron en varios camiones.
La autoridad de Michele Navarra fue finalmente puesta en tela de juicio y el «padrino» se vio obligado a dar una señal fuerte. Algunos hombres de Michele Navarra intentaron matar Leggio cerca de la finca de Vintaloro; pero Leggio, ligeramente herido, logró escapar. El plan de Navarra había fallado y fue así como Luciano Leggio decidió eliminar a Michele Navarra.

### La muerte
El 2 de agosto de 1958, a las 15:30, Michele Navarra fue asesinado cuando regresaba a Corleone a bordo de un Fiat 1100, acompañado por su joven colega, el médico Giovanni Russo, quien murió con él en el ataque. 124 proyectiles fueron encontrados en el suelo, 94 balas en el cuerpo del «padrino corleonese». Se encontraron también tres pistolas automáticas, una ametralladora Thompson y una del calibre 6,35.
Dos días más tarde se celebró el funeral en la iglesia de San Martino di Corleone. Por el asesinato de Navarra fue proclamado un día de luto. Después del asesinato de Navarra, Luciano Leggio comenzó su ascenso a la jefatura de Cosa Nostra junto a sus compañeros Salvatore Riina y Bernardo Provenzano.